# Comisión Nacional para el Desarrollo de los Pueblos Indígenas

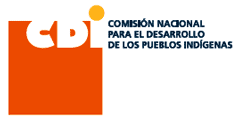
Logo della Comisión Nacional para el Desarrollo de los Pueblos Indígenas

La Comisión Nacional para el Desarrollo de los Pueblos Indígenas (Commissione Nazionale per lo Sviluppo delle Popolazioni Indigene) sigla CDI è un'agenzia decentrata del governo del Messico.  Venne fondata nel 2003 per rimpiazzare l'Istituto Nazionale per gli Indigeni (INI). Ha sede a Città del Messico e, dal 15 dicembre 2006, è guidata dal senatore  Luis H. Álvarez.

## Compiti
Il compito che la legge ha assegnato alla Commissione sono di "guidare, coordinare, promuovere, supportare, favorire, monitorare e valutare, programmi, progetti, strategie ed azioni pubbliche per raggiungere lo sviluppo integrale e sostenibile e il pieno godimento dei diritti dei popoli indigeni e delle comunità, a norma dell'articolo 2 of della Costituzione del Messico."

## Operatività
La Commissione operate in 24 stati messicani con 10 Centri di Coordinamento per lo Sviluppo Indigeno; un Centro di Ricerca, Informazione e Documentazione; e 28 Centri Regionali per lo Sviluppo Indigeno. Mantiene una rete di 1085 albergues escolares, utilizzati per fornire alloggio per mezza settimana agli alunni per i quali sia troppo difficile recarsi a scuola ogni giorno; e rende operativo il Sistema Radiofonico Culturale Indigeno (SRCI) che fa funzionare 20 stazioni radio multilingue ad onde medie e sette sperimentali a bassa potenza in modulazione di frequenza. 